# Hedonistische Tretmühle
Unter hedonistischer Tretmühle (auch hedonistische Adaptation) versteht man die Tendenz des Menschen, nach einem stark positiven oder negativen Lebensereignis relativ schnell zu einem relativ stabilen Level von Glück (im Sinne des subjektiven Empfindungsglücks) zurückzukehren. Sie ist Untersuchungsgegenstand sowohl in der Glücksforschung, der positiven Psychologie, als auch in Teilen der Wirtschaftswissenschaften, z. B. der Verhaltensökonomik. Es ist eine Art Set-Point-Theorie des Glücks.
Der Ausdruck wurde unter anderem schon 1971 in dem Aufsatz Hedonic Relativism and Planning the Good Society von Brickmann und Campbell benutzt. Während der 1990er wurde das Konzept durch den britischen Psychologen Michael Eysenck zu der heute bekannten hedonistischen Tretmühlen-Theorie modifiziert, die das Streben nach Glück mit einer Tretmühle vergleicht: Man arbeitet die ganze Zeit daran und bleibt doch am selben Platz.
Die hedonistische Tretmühle versucht unter anderem zu erklären, warum mehr Wohlstand bzw. mehr Einkommen die Menschen nicht in erwarteter Weise glücklicher macht (Easterlin-Paradox). So ergab eine Studie von Brickmann, Coates und Janoff-Bulman, dass Lotteriegewinner im Durchschnitt nicht glücklicher sind als Menschen, die nicht die Lotterie gewonnen haben. Des Weiteren sind die Lotteriegewinner nur wenig glücklicher als Menschen, die durch einen Unfall gelähmt wurden.
Eine noch frühere Arbeit zum Anpassungsniveau und zum „subjektiven Nullpunkt“ findet sich bei Helson (1898–1977).